# إيزابيلا مينين
إيزابيلا نوفايس مينين (من مواليد 2 يونيو 1996) هي عارضة أزياء برازيلية وملكة جمال تم تتويجها ملكة جمال الدولية الكبرى 2022. هي أول امرأة برازيلية تفوز بمسابقة ملكة جمال جراند الدولية.

## الحياة الشخصية
تنحدر إيزابيلا مينين من أصول برازيلية وإيطالية، ولدت في عائلة من رجال الأعمال في ماريليا، وهي مدينة تقع في منطقة الغرب الأوسط من ولاية ساو باولو. والدتها، أدريانا نوفايس، هي فائزة سابقة في مسابقة ملكة جمال ماريليا ومرشحة في العديد من المسابقات الدولية. وهي أيضًا حفيدة رجل الأعمال، لازارو راموس نوفايس، وحفيدة ألفريدو نوفايس، وهما من أكبر الأسماء في بداية تصنيع ماريليا.
خلال عام 2015 - 2016، درست برنامج الأعمال والاقتصاد الإداري في مدرسة مستقلة في لندن، ديفيد جيم كوليدج، وتخرجت بمرتبة الشرف من الدرجة الأولى في درجة البكالوريوس في الاقتصاد من جامعة وستمنستر في عام 2019 وحصلت على درجة الماجستير حصلت على درجة الدكتوراه في المالية من كلية لندن الجامعية في عام 2020. قبل دخولها مسابقة ملكة جمال البرازيل الكبرى في عام 2022، عملت كعارضة أزياء دولية ومخطط مساعد لـ طومسون تيندال، وهي شركة خاصة للتخطيط المالي وإدارة الاستثمار في المملكة المتحدة.
كما أنشأت إيزابيلا منظمة خيرية تسمى «ما بعد المشروع»، والتي تدعم جمعيات الأشخاص ذوي الإعاقة في البرازيل.

## مسابقة جمال
منذ نشأتها في عائلة كانت تشارك عادةً في مسابقة ملكة الجمال، فازت والدتها وجدتها وجدتها الكبرى سابقًا بمسابقات ملكة الجمال؛ دخلت مسابقة ملكة الجمال في سن الثالثة بتشجيع ودعم والدتها وفازت بالعديد من ألقاب ملكة جمال جوياس، وملكة جمال ماريليا، وملكة جمال التين ماريليا، وملكة جمال المراهقين ساو باولو، بالإضافة إلى اللقب الدولي ملكة جمال التين الدولية عام 2013.

### ملكة جمال الدولية الكبرى 2022
مثلت إيزابيلا مينين ألتو كافيزال في مسابقة ملكة جمال البرازيل 2022، وتنافست 30 مرشحة أخرى، وفازت باللقب الوطني. ثم مثلت الدولة في ملكة جمال الدولية الكبرى 2022 وفازت أيضًا بالمسابقة، التي عقدت في 25 أكتوبر 2022 في مركز سينتول الدولي للمؤتمرات في ويست جاوا، إندونيسيا، عندما توجت بحامل اللقب ملكة جمال جراند الدولية 2021 ، نغوين ثيك ثي تيان من فيتنام. هي أول حامل لقب من البرازيل مثل ملكة جمال الدولية الكبرى.
خلال جولة الخطابات العشرة الأولى، والتي كان على جميع المتنافسين العشرة المؤهلين تقديم رسالة لمرافقة حملة المسابقة «أوقفوا الحروب والعنف»، أعلن مينين:

هل تعلم ما هي واحدة من أغلى المشاكل في العالم؟ كل خمس ساعات يقتل طفل. عندما يُقتل طفل، تم حذف جزء من المجتمع أيضًا. يجب أن نعمل معًا لتعزيز التعليم، بدلاً من لقاء بعضنا البعض في الحرب. لأننا نحن البشر سيكون لدينا أعراق مختلفة ولكن لدينا شيء واحد مشترك، البشرية (هذه الآية قيلت باللغة التايلاندية). دعونا نعمل معًا ونبني أساسًا جيدًا لعالمنا.

كانت المرحلة الأخيرة عبارة عن جولة من الأسئلة والأجوبة، حيث طرح المضيف نفس السؤال على جميع المتأهلين الخمسة الأوائل، «إذا أتيحت لك الفرصة لإرسال رسالة إلى الرئيس الروسي فلاديمير بوتين، فما هي الرسالة التي تود إيصالها؟» فأجاب مينين:

لن تؤدي الحرب إلا إلى الجروح وما يمكننا فعله هو البدء في اتخاذ إجراءات حقيقية حتى لو كانت صغيرة، والقيام بالدبلوماسية وفهم بعضنا البعض. لأن الحرب والجراح ستختفي معًا.

## روابط خارجية
- إيزابيلا مينين على إنستغرام